# Кайнзара
Кайнзара — река в Чемальском районе Республики Алтай, протекает по территории Куюсского сельского поселения. Устье реки находится в 9 км по левому берегу реки Эдиган в селе Эдиган. Длина реки составляет 16 км.

## Данные водного реестра
По данным государственного водного реестра России относится к Верхнеобскому бассейновому округу, водохозяйственный участок реки — Катунь, речной подбассейн реки — Бия и Катунь. Речной бассейн реки — (Верхняя) Обь до впадения Иртыша.
Код водного объекта 13010100312115100006664.